# تحقيق المعهد الوطني للمعايير والتقنية في كارثة مركز التجارة العالمي

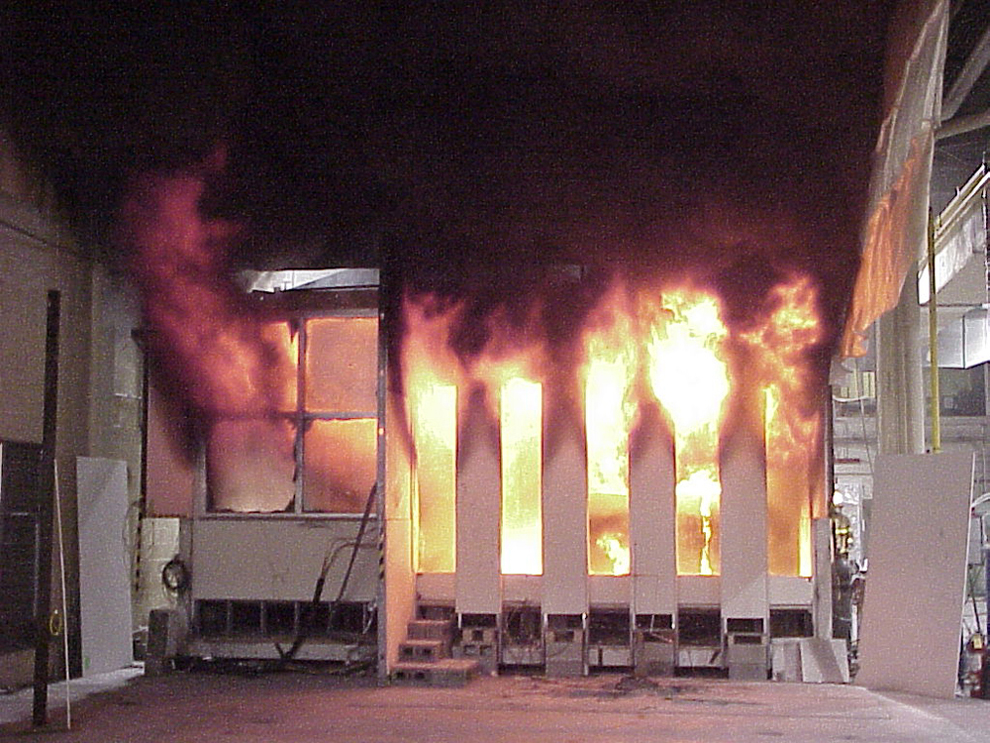
تجربة NIST لتكرار حريق مكتب في مركز التجارة العالمي.

كان تحقيق المعهد الوطني للمعايير والتقنية في كارثة مركز التجارة العالمي تقريرًا أجراه المعهد الوطني للمعايير والتقنية لتحديد الأسباب الفنية المحتملة لانهيار المباني الثلاثة الذي حدث في مركز التجارة العالمي بعد الهجمات الإرهابية في 11 سبتمبر عام 2001. فُوض التقرير كجزء من قانون فريق سلامة البناء الوطني، الذي وقّع عليه الرئيس جورج دبليو بوش ليصبح قانونًا في 1 أكتوبر عام 2002. أصدر المعهد القومي للمعايير والتقنية تقريره النهائي بشأن انهيار البرجين التوأمين لمركز التجارة العالمي في سبتمبر عام 2005، وأصدرت الوكالة تقريرها النهائي بشأن مركز التجارة العالمي 7 في نوفمبر عام 2008.
خلص المعهد القومي للمعايير والتقنية إلى أن انهيار كلا البرجين نتج عن الآثار المشتركة لأضرار تحطم الطائرة، والانتشار الواسع للحرائق والنيران التي تلت ذلك. بدأ تسلسل الانهيار الذي توصل إليه المعهد القومي للمعايير والتقنية بانهيار البرجين الذي تضمن انحناء الجمالونات الأرضية الناجم عن الحرارة التي تسحب بعض الأعمدة الخارجية على جانب واحد من كل برج إلى الداخل حتى تمنعها من الانبعاج، وبعد ذلك امتد عدم التوازن بسرعة ثم سقطت القطاعات العلوية على الطوابق أدناها. انهار مركز التجارة العالمي 7، الذي لم تصطدم به أي طائرة مباشرة، نتيجةً للتمدد الحراري للكمرات الرئيسية والثانوية المصنوعة من الصلب التي ارتفعت درجة حرارتها بسبب الحرائق غير المُتحكم فيها الناجمة عن انهيار البرج الشمالي وفشل المواد المقاومة للحريق.

## السياق

### انهيار مركز التجارة العالمي
خلال هجمات 11 سبتمبر، ضربت طائرتان نفاثتان البرجين التوأمين لمركز التجارة العالمي، طائرة لكل برج. نتيجةً لذلك، انهار اثنان من ناطحات السحاب التي يبلغ ارتفاعهما 110 طابقًا، مما تسبب في التدمير الكامل لمجمع مركز التجارة العالمي بأكمله ومقتل 2,997 شخصًا. انهار البرج الجنوبي في الساعة 9:59 صباحًا (بتوقيت المنطقة الزمنية الشرقية) بعد احتراقه لمدة 56 دقيقة تقريبًا. بعد 29 دقيقة، انهار البرج الشمالي بعد احتراقه لمدة 102 دقيقة. عندما انهار البرج الشمالي، سقط الحطام بالقرب من مركز التجارة العالمي 7، ما أدى إلى إتلافه وإشعال الحرائق التي استمرت لمدة سبع ساعات تقريبًا، مما أضر بالسلامة الإنشائية للمبنى. انهار مركز التجارة العالمي 7 الساعة 5:21 مساءً. (بتوقيت المنطقة الزمنية الشرقية).
كان انهيار مباني مركز التجارة العالمي في 11 سبتمبر عام 2001 غير مسبوق. لم يحدث من قبل تعرض مبنى متعدد الطوابق له هيكل من الصلب لانهيار كامل نتيجةً للحريق. في أعقاب ذلك مباشرة، بدأ المهندسون الإنشائيون الخبراء في تقديم مجموعة من التفسيرات في محاولة لمساعدة الجمهور على فهم هذه الأحداث المأساوية. ومع ذلك، يلزم تنظيم جهود منسقة للتحقيق وتحليل سلسلة الأحداث المعقدة التي أدت إلى كل انهيار على حدة.

### دراسة أداء مبنى مركز التجارة العالمي من قبل الوكالة الفيدرالية لإدارة الطوارئ
في أعقاب كارثة مجمع مركز التجارة العالمي، استجاب الباحثون على الفور للسفر إلى غراوند زيرو حيث بدأوا جمع البيانات. كانت من بين الأوائل الوكالة الفيدرالية لإدارة الطوارئ والجمعية الأمريكية للمهندسين المدنيين، الذين شكلوا معًا فريق دراسة أداء المبنى لفهم كيفية فشل هياكل البناء ولماذا. أنتج الفريق أول تقرير حكومي رسمي محاولًا تفسير تدمير مجمع مركز التجارة العالمي.
تمكنوا من إجراء العديد من الملاحظات والنتائج، بما في ذلك التحليل الأولي للهياكل المتضررة وتحليل أنظمة إخماد حرائق المباني وتوصيات لقوانين البناء ومعايير الحريق لتحديد تأثير الطائرة على تصميم المبنى. يوفر التقرير النهائي للوكالة الفيدرالية لإدارة الطوارئ، الصادر في مايو عام 2002، قدرًا كبيرًا من البيانات حول الحدث الذي لم يُوثق في مكان آخر أيضًا. تُشير النتائج التي توصلوا إليها إلى أن الحرائق، التي تزامنت مع الأضرار التي لحقت بالعناصر الإنشائية وأنظمة إخماد الحرائق التي ألحقتها الطائرات النفاثة، لعبت دورًا رئيسيًا في انهيار المباني.
ومع ذلك، أعاق عدد من القضايا تحقيق الفريق. أدى عدم وجود سلطة على المحققين في حجز قطع من الصلب لفحصها قبل إعادة تدويرها إلى فقدان أدلة مهمة دُمرت في وقت مبكر أثناء جهود البحث والإنقاذ، وأُعيد بالفعل تدوير الكثير من الصلب المهمل في شهر واحد الذي انقضى بين الهجوم ونشر الفريق. أُعيق الفريق كذلك بسبب التحقيقات الجنائية الجارية من قبل مكتب التحقيقات الفدرالي والوكالة الفيدرالية لإدارة الطوارئ. في جلسة استماع للجنة العلوم بمجلس النواب الأمريكي في 6 مارس عام 2002، وصفت لجنة من الشهود والخبراء العقبات كما يلي:
- لا توجد سلطة واضحة وغياب بروتوكول فعال لكيفية قيام محققي أداء المبنى بإجراء التحقيقات وتنسيقها مع جهود البحث والإنقاذ المتزامنة، وكذلك أي تحقيق جنائي.
- صعوبة الحصول على المستندات الأساسية للتحقيق، بما في ذلك المخططات ورسومات التصميم وسجلات الصيانة.
- الشك نتيجة الطبيعة السرية لدراسة بي بي إيه تي.
- الشك في إستراتيجية استكمال التحقيق وتطبيق الدروس المستفادة.

بسبب هذه النواقص، لم يتمكن فريق دراسة أداء المبنى من» تحديد تسلسل الأحداث المؤدية إلى انهيار كل برج على حدة«. كان التقرير صريحًا بشكل ملحوظ في الإشارة إلى أوجه القصور والخطأ في التحقيق وتوصيته بآخر، تحقيق أكثر شمولية وموثوقية.

## التحقيق
بدأ المعهد الوطني للمعايير والتقنية تحقيقاته في 21 أغسطس عام 2002. قبل هذا التاريخ، جمع متطوعون من المعهد الوطني للمعايير والتقنية والوكالة الفيدرالية لإدارة الطوارئ والجمعية الأمريكية للمهندسين المدنيين وآخرون عناصر من الصلب مهمة للتحقيق من أربعة مرافق مُعاد تدويرها من الصلب خلال جهود الاسترداد. قاموا بجمع وفهرسة 236 قطعة من الصلب، بما في ذلك الأعمدة الخارجية والأعمدة المركزية والجمالونات الأرضية والعناصر الإنشائية الأخرى المماثلة. تمكنوا من مراقبة سلوك الفلزات والبنية وإجراء تجارب على العناصر السليمة لمعرفة خصائصها، مثل: الخصائص الميكانيكية تحت درجات الحرارة العالية.
أنشأ مختبر المعهد الوطني للمعايير والتقنية والبناء وبحوث الحرائق محاكاة حاسوبية معقدة لفهم انهيار الأبراج. على وجه التحديد، أرادوا معرفة ما إذا كان انهيار عمود مركزي يمكن أن يسبب الانهيار التدريجي للمبنى بأكمله. كما قاموا بنمذجة تشتيت وقود الطائرات وتلف الجزء الداخلي من المبنى الذي لم يكن مرئيًا بالأدلة الفوتوغرافية ولشهود العيان. اُستخدم النموذج لفهم فرضية الانهيار.